# Universiteitsvoetbal

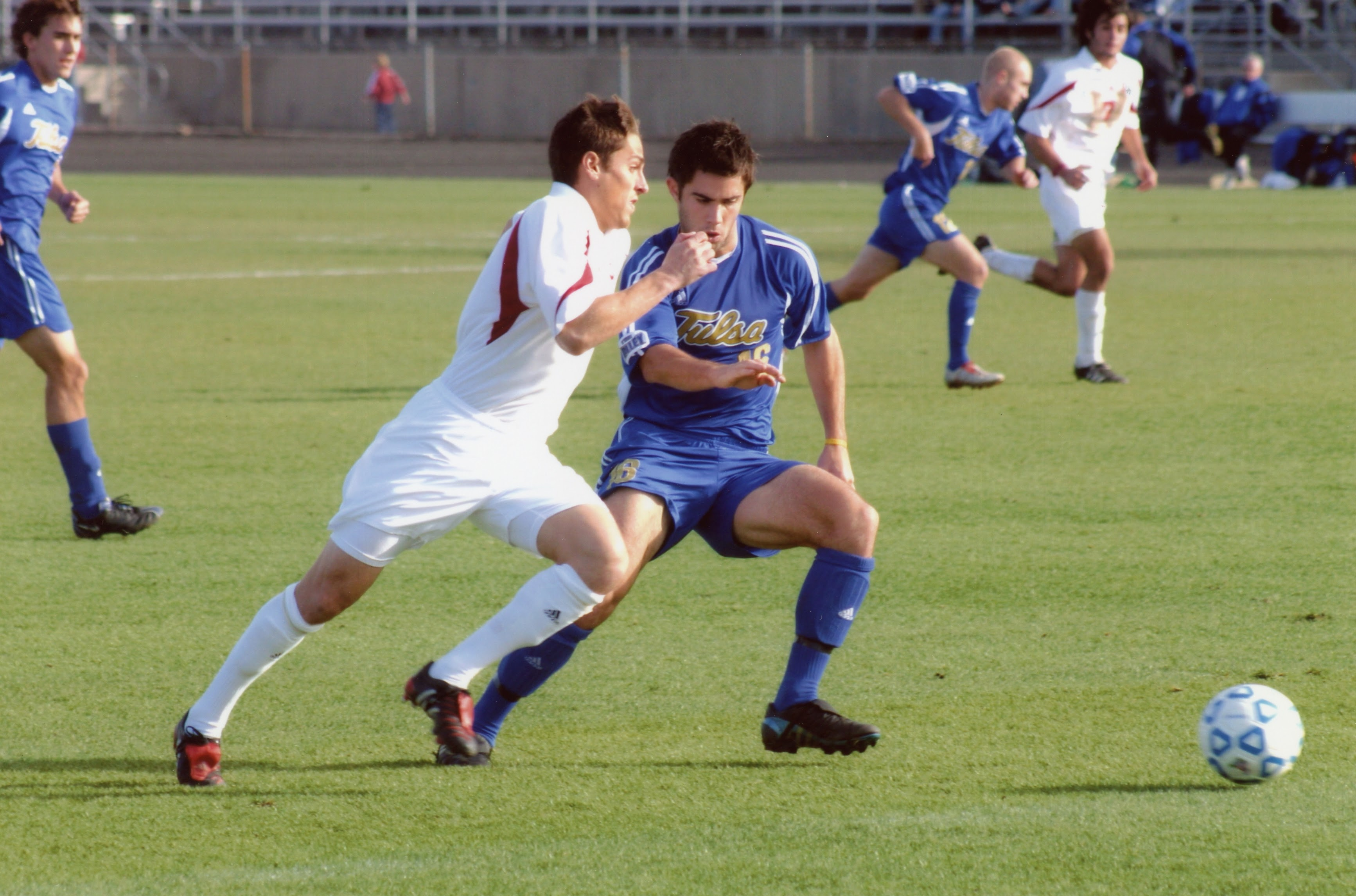
Een NCAA Division I-wedstrijd tussen Universiteit van Indiana en de Universiteit van Tulsa (2004)

Universiteitsvoetbal (Amerikaans-Engels: college soccer) wordt gespeeld door teams bestaande uit voetballers die zijn ingeschreven bij hogescholen en universiteiten. Universiteitsvoetbal is vooral bekend uit de Verenigde Staten, maar ook in Japan, Zuid-Korea, Canada, Zuid-Afrika en op de Filipijnen wordt de sport gebezigd. Daarnaast heeft het Verenigd Koninkrijk een universitaire competitie.

## Geschiedenis
De eerste officiële wedstrijd werd in 1869 gehouden. De teams van de Rutgers-universiteit en Princeton-universiteit namen het tegen elkaar op. De regels waren gebaseerd op zowel voetbal als rugby.

## Beschrijving
Onderwijsinstellingen huren doorgaans fulltime professionele trainers en stafleden in, maar de studenten zijn voornamelijk amateurs die niet worden betaald. In de Verenigde Staten wordt de sport gesponsord door de National Collegiate Athletic Association (NCAA), het regelgevende orgaan omtrent sport op grote universiteiten, en door de regelgevende instanties voor kleinere hogescholen en universiteiten.
Universiteitsteams spelen gedurende het herfstseizoen een verscheidenheid aan competitie- en niet-competitiewedstrijden, waarbij het seizoen wordt afgesloten met een bekertoernooi. Het succesvolste team in de geschiedenis van de sport in de Verenigde Staten is het herenvoetbalteam van de Saint Louis Billikens-universiteit. Zij hebben tienmaal het bekertoernooi gewonnen. Het succesvolste vrouwenteam aldaar, onder leiding van hoofdcoach Anson Dorrance, is het North Carolina Tar Heels-team met 21 overwinningen.
Elk jaar wordt de Hermanntrofee uitgereikt aan de beste mannelijke en vrouwelijke spelers.
Na de universiteit stoten topspelers bij de mannen vaak door naar professionele teams in de Major League Soccer of andere professionele competities. Vrouwen stoten doorgaans door naar de vrouwelijke variant, de National Women's Soccer League, of andere professionele voetbalcompetities over de hele wereld, waaronder Division 1 Féminine in Frankrijk, Damallsvenskan in Zweden, de Frauen-Bundesliga in Duitsland, de W-League in Australië en de Nadeshiko League in Japan.

## Japan
In Japan zijn de All Japan University Football Championship en All Japan Women's University Football Championship de hoofdcompetities. Deze worden jaarlijks gespeeld en er nemen zo'n 24 universiteiten aan deel.
Diverse spelers stoten door naar het landelijke team, zoals tijdens het Wereldkampioenschap voetbal 2022. Negen van de spelers waren afkomstig uit universiteitsteams.

## Zuid-Korea
In Zuid-Korea wordt in de zogeheten U-League gespeeld. Deze competitie is in 2008 ontstaan.
Ook hier stoten diverse spelers nadien door naar landelijke teams, zoals tijdens het wereldkampioenschap onder 20 voor vrouwen in 2022, waar 16 van de 21 spelers van de universiteit afkomstig waren.

## Filipijnen
Op de Filipijnen wordt gespeeld in het UAAP Football Championship, waar acht universiteiten aan deelnemen.

## Vietnam
In Vietnam wordt jaarlijks in de SV-League gespeeld.